# Alin Alexuc-Ciurariu
Alin Alexuc-Ciurariu (ur. 17 stycznia 1986) – rumuński zapaśnik walczący w stylu klasycznym. Czterokrotny olimpijczyk. Piąty w Rio de Janeiro 2016 w kategorii 98 kg i szesnasty w Londynie 2012 w kategorii 96 kg. Dwunasty w Tokio 2020 w kategorii 130 kg. Jedenasty w Paryżu 2024 w kategorii do 130 kg.
Brązowy medalista mistrzostwach świata w 2022; piąty w 2014 i 2015 roku. 
Trzynasty w indywidualnym Pucharze Świata w 2020. Mistrz Europy w 2020 i brązowy medalista w 2018 i 2019. Zajął szesnaste miejsce na igrzyskach europejskich w 2015 i ósme w 2019. Brązowy medalista akademickich MŚ w 2014 roku.
- Turniej w Londynie 2012

Przegrał z Bułgarem Elisem Gurim i odpadł w turnieju.